# エラン (スポーツ用品メーカー)
エラン（Elan）は、スロベニアのベグニェに本社を置く企業である。主にスポーツ用品を生産しており、特にスキーやスノーボードのブランドとして知られている。他には帆走ヨット（30フィートから50フィート）、モーターヨット、アパレル（スポーツウェア）、スポーツ施設の備品などを生産している。
1970年代にスウェーデンのアルペンスキー選手インゲマル・ステンマルク（Ingemar Stenmark）がアルペンスキー・ワールドカップにおいてエランのスキー板を使用して3連覇を果たしたことで、エランは知られるようになった。
ステンマルクが当時無名だったエランの板を使用していたため、アトミックやロシニョールといった強豪メーカーがこぞってステンマルク獲得に乗り出したが、結局ステンマルクはスキーを変更することなく、引退するまでエランの板を使い続けた。
また、スキージャンプにも長年板を提供しており、ヤン・ボークレブ、斉藤浩哉、ペテル・プレヴツ、高梨沙羅といった名ジャンパーの足下を支え続け、2015-2016年シーズンのスキージャンプ・ワールドカップではプレヴツと高梨がエランのスキーで男女それぞれで総合優勝を果たしたが、2016年4月19日にスキージャンプのスキー製造から撤退することが発表された。その後、スキージャンプのスキー製造はビンディングメーカーであったスラットナーが継承した。